# Ozodicera (Dihexaclonus) tripallens
Ozodicera (Dihexaclonus) tripallens is een tweevleugelige uit de familie langpootmuggen (Tipulidae). De soort komt voor in het Neotropisch gebied.